# Igreja de Santa Catarina (Belém)
A Igreja de Santa Catarina é um templo cristão localizado ao norte da Basílica da Natividade, na cidade de Belém e que atualmente está sob a administração da Ordem dos monges franciscanos. A igreja é dedicada à Catarina de Alexandria. O Status quo dos lugares santos promulgado em 1852 regula que as comunidades cristãs instaladas na Terra Santa desde 1852, podem fazer uso dos lugares sagrados.
Foi construída no século XII na época das cruzadas e do Reino de Jerusalém que controlou boa parte da Palestina. Em algum momento no século XV foi construída uma pequena capela que tinha espaço para abrigar poucas pessoas. Já no ano de 1882 a capela foi substituída por uma nova igreja com estilo neogótico, adjacente a igreja de Justiniano do século VI.